# أكسيد النحاس الأحادي
 أكسيد النحاس الأحادي مركب كيميائي له الصيغة Cu2O ، ويكون على شكل مسحوق بلوري ذي لون أحمر إلى بني وذلك حسب طريقة التحضير وكبر حجم البلورات.

## الخواص
- حالة أكسدة النحاس في هذا المركب +1 كما يشير الاسم.
- مركب أكسيد النحاس الأحادي غير منحل عملياً في الماء، لكنه ينحل في محلول الأمونياك. ينحل أيضاً في حمض هيدروكلوريك مشكلاً كلوريد النحاس الأحادي.
- يتأكسد أكسيد النحاس الأحادي بفعل أكسجين الهواء الرطب إلى هيدروكسيد النحاس الثنائي حسب المعادلة:

Cu2O + 1/2 O2 + 2H2O → 2Cu(OH)2
في حين أنه يكون مقاوما لفعل الأكسدة في الهواء الجاف.
- بتفاعله مع حمض النتريك أو حمض الكبريتيك يشكل أكسيد النحاس الأحادي الملح الموافق للنحاس الثنائي، وينتج لدينا النحاس الفلزي حسب المعادلة:

Cu2O + 2HNO3 → Cu(NO3)2 + Cu + H2O

## التحضير
يحضر مركب أكسيد النحاس الأحادي من أثر القلوي على محاليل أملاح النحاس الأحادي حسب المعادلة العامة:
2Cu + + 2OH - → [2CuOH] → Cu2O ↓ + H2O

## الاستخدامات
- يستخدم في الكيمياء التحليلية من أجل الكشف عن السكر باختبار فهلنغ، حيث يقوم السكر باختزال النحاس الثنائي إلى أحادي، حيث أن وجود أيونات النحاس الأحادي في الأوساط القلوية يؤدي إلى ترسب أكسيد النحاس الأحمر كما تشير طريقة التحضير.
- يستخدم كخضاب أحمر في صناعة الزجاج والسيراميك.